# Zygmunt Frankiewicz
Zygmunt Mieczysław Frankiewicz (ur. 19 czerwca 1955 w Gliwicach) – polski samorządowiec, inżynier i nauczyciel akademicki, doktor habilitowany nauk technicznych, prezydent Gliwic (1993–2019), senator X i XI kadencji (od 2019).

## Życiorys

### Wykształcenie i praca naukowa
W latach 1962–1970 uczęszczał do Szkoły Podstawowej nr 9 w Gliwicach, a w 1970 rozpoczął naukę w IV Liceum Ogólnokształcącym w tym samym mieście.
W 1979 ukończył studia na Politechnice Śląskiej, po których został pracownikiem naukowym tej uczelni (najpierw w Zakładzie Elektroniki Biomedycznej Wydziału Automatyki, Elektroniki i Informatyki, następnie w Katedrze Podstaw Systemów Technicznych na Wydziale Organizacji i Zarządzania). W 1987 uzyskał stopień doktora nauk technicznych, w 1994 habilitował się w zakresie nauk technicznych.

### Działalność samorządowa i polityczna
W latach 1990–2002 przez trzy kadencje zasiadał w gliwickiej radzie miasta; w latach 1990–1993 był przewodniczącym Komisji ds. Rozwoju Miasta oraz Komisji Gospodarki Przestrzennej i Ochrony Środowiska, a w 1993 przewodniczącym rady. 2 września 1993 rada miasta powołała go na stanowisko prezydenta miasta; na kolejne kadencje radni wybierali go w 1994 i 1998.
Od 1991 działał w Kongresie Liberalno-Demokratycznym, a od 1994, po połączeniu KLD z Unią Demokratyczną, należał do Unii Wolności. W 2001 był jednym z założycieli Platformy Obywatelskiej w województwie śląskim. W latach 1995–2000 i 2003–2015 pełnił społeczną funkcję przewodniczącego Śląskiego Związku Gmin i Powiatów.
W 2002, w wyniku pierwszych bezpośrednich wyborów samorządowych, został kolejny raz prezydentem miasta, wygrywając w drugiej turze z kandydatem SLD – Stanisławem Ogryzkiem. W głosowaniu z 2006 skutecznie ubiegał się o reelekcję wygrywając w pierwszej turze z poparciem 55,97%. W 2007, po konflikcie z władzami krajowymi Platformy Obywatelskiej, odszedł z partii. W latach 2008–2010 zasiadał we władzach Ruchu Obywatelskiego „Polska XXI”.
8 listopada 2009 odbyło się referendum w sprawie odwołania organów samorządu terytorialnego w Gliwicach przed upływem kadencji, uznane za nieważne ze względu na zbyt niską frekwencję wyborczą, która wyniosła 11,74%. Rok później Zygmunt Frankiewicz po raz kolejny został prezydentem Gliwic, kandydując z ramienia własnego komitetu wyborczego, wygrał w drugiej turze z przedstawicielem PO – Zbigniewem Wygodą.
W 2014 został wybrany na kolejną kadencję, wygrywając w pierwszej turze głosowania. W tym samym roku został także wybrany na przewodniczącego Związku Gmin i Powiatów Subregionu Centralnego Województwa Śląskiego. W 2015 powołano go na prezesa Związku Miast Polskich, stanowisko to zajmował do 2024. W 2017 został powołany przez prezydenta RP Andrzeja Dudę w skład Komitetu Narodowych Obchodów Setnej Rocznicy Odzyskania Niepodległości Rzeczypospolitej Polskiej. W tym samym roku wszedł w skład Zespołu ds. Przeglądu Prawa Samorządowego działającego przy prezydencie RP. W wyborach w 2018 ponownie został włodarzem Gliwic, wygrywając w pierwszej turze głosowania i bijąc tym samym własny rekord najdłużej urzędującego prezydenta miasta w Polsce.
W wyborach w 2019 uzyskał mandat senatora X kadencji, kandydując z listy Koalicji Obywatelskiej w okręgu nr 70. W związku z wyborem wygasł jego mandat prezydenta Gliwic. W Senacie objął funkcję przewodniczącego Komisji Samorządu Terytorialnego i Administracji Państwowej. W wyborach w 2023 z powodzeniem ubiegał się o reelekcję z ramienia KWW Zygmunt Frankiewicz – Pakt Senacki, zdobywając 157 302 głosy. W XI kadencji Senatu współtworzył Koło Senackie Niezależni i Samorządni, zostając jego wiceprzewodniczącym. Ponownie też stanął na czele Komisji Samorządu Terytorialnego i Administracji Państwowej.

## Odznaczenia i wyróżnienia
W 2010 został odznaczony Krzyżem Kawalerskim Orderu Odrodzenia Polski, a w 2015 Odznaką Honorową za Zasługi dla Samorządu Terytorialnego. W 2000 otrzymał Nagrodę im. Wojciecha Korfantego, nadaną przez Związek Górnośląski.

## Wyniki w wyborach na prezydenta Gliwic i do Senatu
| Wybory | Komitet wyborczy | Komitet wyborczy                              | Organ             | Okręg            | Wynik            |
| ------ | ---------------- | --------------------------------------------- | ----------------- | ---------------- | ---------------- |
| 2002   |                  | Koalicja dla Gliwic KWW Zygmunta Frankiewicza | Prezydent Gliwic  | Prezydent Gliwic | 21 063 (45,22%)  |
| 2002   | 26 944 (68,35%)  | Koalicja dla Gliwic KWW Zygmunta Frankiewicza | Prezydent Gliwic  | Prezydent Gliwic |                  |
| 2006   |                  | Platforma Obywatelska                         | Prezydent Gliwic  | Prezydent Gliwic | 30 147 (55,97%)  |
| 2010   |                  | KWW Koalicja dla Gliwic Zygmunta Frankiewicza | Prezydent Gliwic  | Prezydent Gliwic | 27 345 (47,62%)  |
| 2010   | 25 036 (67,44%)  | KWW Koalicja dla Gliwic Zygmunta Frankiewicza | Prezydent Gliwic  | Prezydent Gliwic |                  |
| 2014   |                  | KWW Koalicja dla Gliwic Zygmunta Frankiewicza | Prezydent Gliwic  | Prezydent Gliwic | 30 004 (55,73%)  |
| 2018   |                  | KWW Koalicja dla Gliwic Zygmunta Frankiewicza | Prezydent Gliwic  | Prezydent Gliwic | 50 260 (72,35%)  |
| 2019   |                  | Koalicja Obywatelska                          | Senat X kadencji  | nr 70            | 124 255 (61,09%) |
| 2023   |                  | KWW Zygmunt Frankiewicz – Pakt Senacki        | Senat XI kadencji | nr 70            | 157 302 (67,78%) |